# Dieter Kühn
Dieter Kühn (n. 4 iulie 1956, Leipzig, RDG) este un fotbalist german, medaliat olimpic. A participat la o ediție a Jocurilor Olimpice (1980) în care a câștigat o medalie de argint.

## Participări
Lista de mai jos prezintă principalele competiții la care a participat Dieter Kühn de-a lungul carierei.
- Futbol na letnih Olimpiiskih igrah 1980[*]